# Pardoși
Pardoși là một xã thuộc hạt Buzău, România. Dân số thời điểm năm 2002 là 580 người.